# Мод (Оклахома)
Мод (англ. Maud) — місто (англ. city) в США, в округах Поттаватомі і Семінол штату Оклахома. Населення — 867 осіб (2020).

## Географія
Мод розташований за координатами 35°8′0″ пн. ш. 96°46′42″ зх. д. / 35.13333° пн. ш. 96.77833° зх. д. (35.133326, -96.778380).  За даними Бюро перепису населення США в 2010 році місто мало площу 2,51 км², уся площа — суходіл. В 2017 році площа становила 2,73 км², уся площа — суходіл.

## Демографія
Згідно з переписом 2010 року, у місті мешкало 1048 осіб у 402 домогосподарствах у складі 290 родин. Густота населення становила 417 осіб/км².  Було 495 помешкань (197/км²).
Расовий склад населення:
| - 76,1 % — білих - 15,6 % — корінних американців - 0,3 % — азіатів - 0,1 % — чорних або афроамериканців |

До двох чи більше рас належало 7,1 %. Частка іспаномовних становила 5,4 % від усіх жителів.
За віковим діапазоном населення розподілялося таким чином: 29,1 % — особи молодші 18 років, 58,7 % — особи у віці 18—64 років, 12,2 % — особи у віці 65 років та старші. Медіана віку мешканця становила 35,3 року. На 100 осіб жіночої статі у місті припадало 97,0 чоловіків;  на 100 жінок у віці від 18 років та старших — 93,5 чоловіків також старших 18 років.
Середній дохід на одне домашнє господарство  становив 39 649 доларів США (медіана — 31 563), а середній дохід на одну сім'ю — 45 088 доларів (медіана — 39 125). Медіана доходів становила 36 458 доларів для чоловіків та 25 781 долар для жінок. За межею бідності перебувало 21,8 % осіб, у тому числі 25,2 % дітей у віці до 18 років та 7,6 % осіб у віці 65 років та старших.
Цивільне працевлаштоване населення становило 297 осіб. Основні галузі зайнятості: освіта, охорона здоров'я та соціальна допомога — 23,2 %, мистецтво, розваги та відпочинок — 10,4 %, виробництво — 10,1 %.